# Furcifer minor
Furcifer minor is een hagedis uit de familie kameleons (Chamaeleonidae).

## Naam en indeling
De wetenschappelijke naam van de soort werd voor het eerst voorgesteld door Albert Günther in 1879. Oorspronkelijk werd de wetenschappelijke naam Chamaeleon minor gebruikt.
De soortaanduiding minor betekent vrij vertaald 'kleinste'.

## Uiterlijke kenmerken
De mannetjes worden ongeveer dertig centimeter lang, vrouwtjes blijven vaak rond de vijftien cm. Het lichaam is wat lang-gerekter dan van de bekendere kameleonsoorten en stekelkammen ontbreken. Mannetjes hebben een oorkwab en een helmachtige kam op het achterhoofd die bij vrouwtjes veel minder sterk ontwikkeld is. De mannetjes zijn te herkennen aan de knobbelige hoorns op de kop die recht naar voren steken.
De lichaamskleur van Furcifer minor is bruin tot grijsgroen met een lichte schuine bandering op de bovenzijde en enkele donkere ronde vlekken op de flanken. Omdat ze erg snel van kleur en patroon kunnen veranderen, is het niet eenvoudig om deze te beschrijven. Een zwanger vrouwtje kan als ze reageert op een mannetje zelfs fel roze-omrande paarse vlekken tonen. Ook is een knalgeel lijnenpatroon op de flanken en rug aanwezig, de bovenzijde van de kop is felrood gekleurd. Dit doet ze echter niet om het mannetje te lokken, maar juist om te laten zien dat ze al zwanger is.

## Levenswijze
Het voedsel bestaat voornamelijk uit insecten maar de grotere mannetjes pakken ook hagedissen en kleine zoogdieren. De eitjes, meestal vier tot zestien per keer, worden driemaal per jaar afgezet. De juvenielen zijn nog egaal groen van kleur en na vijf maanden zijn ze volwassen.

## Verspreiding en habitat
Furcifer minor is endemisch op Madagaskar, een eiland voor de Afrikaanse kust. De habitat bestaat uit droge tropische en subtropische bossen en bergwouden, deze soort houdt van relatief koelere en drogere biotopen, maar niet van kou en droogte. De soort is aangetroffen op een hoogte van ongeveer 1100 tot 1690 meter boven zeeniveau.
Meestal is de kameleon te vinden tussen de struiken in open bossen. Ook plantenkwekerijen zoals koffie- en cacaoplantages bieden een goede leefomgeving, omdat deze een open structuur hebben met een dichte begroeiing.